# Celama dresnayi
Celama dresnayi är en fjärilsart som beskrevs av Warnecke 1946. Celama dresnayi ingår i släktet Celama och familjen trågspinnare. Inga underarter finns listade i Catalogue of Life.